# Promozione 1913-1914
La Promozione 1913-1914 fu un campionato cadetto di calcio disputato in Italia. La manifestazione fu organizzata su base locale dai comitati regionali della FIGC.
Il campionato di Promozione fu organizzato in sei delle otto regioni calcisticamente attive del paese, non erano previste finali nazionali e le vincitrici dei gironi guadagnavano la salita in Prima Categoria. Al campionato poteva iscriversi qualsiasi società, anche di nuova affiliazione, purché in grado di allestire un campo di gioco avente dimensioni superiori al minimo richiesto dalla Federazione, 90x45, e dotato della palizzata in legno che avrebbe loro permesso di far pagare il biglietto d'ingresso. I club che invece non potevano fornire queste garanzie alla FIGC omologando il proprio campo potevano disputare solo il campionato di Terza Categoria.

## Formula
Sulla base del progetto Baraldi-Baruffini, la struttura di vertice della Promozione fu coordinata con quella di base della Prima Categoria, in modo da avere tre promosse a fronte delle tre retrocesse dalla massima divisione.
Non erano previste finali interregionali per le vincenti dei sei campionati regionali. Le squadre furono promosse direttamente in Prima Categoria 1914-1915, salvo rinunce.
Gli organici furono rifatti quasi tutti ex novo, dato che la riforma lassista della Prima Categoria vi aveva immesso la gran parte dei club della stagione precedente.

## Piemonte-Liguria
I due gironi furono gestiti dal Comitato Regionale Piemontese-Ligure (C.R.P.L.) avente sede a Torino.

### Girone ligure

#### Squadre partecipanti
| Squadra                 | Città (provincia) | Stagione precedente |
| ----------------------- | ----------------- | ------------------- |
| Acqui F.B.C.            | Acqui Terme (AL)  |                     |
| Casteggio F.B.C.        | Casteggio (PV)    |                     |
| Italia                  | ???               |                     |
| Novi F.B.C.             | Novi Ligure (AL)  |                     |
| S.G. Raffaele Rubattino | Genova            |                     |

#### Classifica finale
|  | Pos. | Squadra            | Pt | G | V | N | P | GF | GS | DR  |
|  | ---- | ------------------ | -- | - | - | - | - | -- | -- | --- |
|  | 1.   | Casteggio          | 11 | 8 | 5 | 1 | 2 | 21 | 9  | +12 |
|  | 2.   | Acqui              | 10 | 8 | 5 | 0 | 3 | 15 | 11 | +4  |
|  | 3.   | Italia             | 9  | 8 | 4 | 1 | 3 | 14 | 12 | +2  |
|  | 4.   | Raffaele Rubattino | 7  | 8 | 2 | 3 | 3 | 8  | 13 | -5  |
|  | 5.   | Novi               | 3  | 8 | 0 | 3 | 5 | 11 | 23 | -12 |

Legenda:
      Qualificato alle finali per il titolo piemontese-ligure.
Note:
Due punti a vittoria, uno a pareggio, zero a sconfitta.
In caso di pari punti per le squadre fuori dalla zona promozione era in vigore il pari merito.

#### Calendario
Per le fonti dei risultati vedere note e collegamenti esterni.
| Andata (1ª) | Andata (1ª)   | Prima giornata   | Ritorno (6ª) | Ritorno (6ª) |
|             |               |                  |              |              |
| ???         | 4-0           | Casteggio-Novi   | 3-1          | 10 mag.      |
| 18 gen.     | 0-2           | Rubattino-Italia | 2-0          | 3 mag.       |
| 18 gen.     | Riposa: Acqui |                  |              | 3 mag.       |

| Andata (2ª) | Andata (2ª)       | Seconda giornata | Ritorno (7ª) | Ritorno (7ª) |
|             |                   |                  |              |              |
| 25 gen.     | 1-0               | Acqui-Italia     | 1-3          | 8 mar.       |
| 25 gen.     | 1-1               | Rubattino-Novi   | 2-2          | 8 mar.       |
| 25 gen.     | Riposa: Casteggio |                  |              | 8 mar.       |

| Andata (3ª) | Andata (3ª)  | Terza giornata   | Ritorno (8ª) | Ritorno (8ª) |
|             |              |                  |              |              |
| 26 apr.     | 4-0          | Acqui-Rubattino  | 0-1          | 15 mar.      |
| 1 feb.      | 3-1          | Italia-Casteggio | 0-3          | 15 mar.      |
| 1 feb.      | Riposa: Novi |                  |              | 15 mar.      |

| Andata (4ª) | Andata (4ª)       | Quarta giornata | Ritorno (9ª) | Ritorno (9ª) |
|             |                   |                 |              |              |
| 17 mag.     | 2-1               | Acqui-Casteggio | 1-3          | 22 mar.      |
| 8 feb.      | 5-3               | Italia-Novi     | 1-1          | 22 mar.      |
| 8 feb.      | Riposa: Rubattino |                 |              | 22 mar.      |

| \| Andata (5ª) \| Andata (5ª) \| Quinta giornata \| Ritorno (10ª) \| Ritorno (10ª) \| \| \| \| \| \| \| \| 3 mag. \| 3-4 \| Novi-Acqui \| 0-2 \| 19 apr. \| \| 15 feb. \| 1-1 \| Rubattino-Casteggio \| 1-5 \| 19 apr. \| \| 15 feb. \| Riposa: Italia \| \| \| 19 apr. \| |                |                     |               |               |
| Andata (5ª) | Andata (5ª)    | Quinta giornata     | Ritorno (10ª) | Ritorno (10ª) |
| |                |                     |               |               |
| 3 mag. | 3-4            | Novi-Acqui          | 0-2           | 19 apr.       |
| 15 feb. | 1-1            | Rubattino-Casteggio | 1-5           | 19 apr.       |
| 15 feb. | Riposa: Italia |                     |               | 19 apr.       |

### Girone piemontese

#### Squadre partecipanti
| Squadra         | Città (provincia) | Stagione precedente |
| --------------- | ----------------- | ------------------- |
| Junior Minerva  | ???               |                     |
| U.S. Valenzana  | Valenza Po (AL)   |                     |
| S.C. Veloces    | Biella (NO)       |                     |
| U.S. Vercellese | Vercelli (NO)     |                     |

#### Classifica finale
|  | Pos. | Squadra        | Pt | G | V | N | P | GF | GS | DR  |
|  | ---- | -------------- | -- | - | - | - | - | -- | -- | --- |
|  | 1.   | Veloces Biella | 10 | 6 | 4 | 2 | 0 | 20 | 3  | +17 |
|  | 2.   | Junior Minerva | 7  | 6 | 3 | 1 | 2 | 13 | 7  | +6  |
|  | 2.   | Valenzana      | 7  | 6 | 3 | 1 | 2 | 11 | 9  | +2  |
|  | 4.   | Vercellese     | 0  | 6 | 0 | 0 | 6 | 4  | 29 | -25 |

Legenda:
      Qualificato alle finali per il titolo piemontese-ligure.
Note:
Due punti a vittoria, uno a pareggio, zero a sconfitta.
In caso di pari punti per le squadre fuori dalla zona promozione era in vigore il pari merito.

#### Spareggio per il secondo posto
|                | Risultati |           | Luogo e data        |
| -------------- | --------- | --------- | ------------------- |
| Junior Minerva | 3-1       | Valenzana | ???, 19 aprile 1914 |
|                |           |           |                     |

#### Calendario
Per le fonti dei risultati vedere note e collegamenti esterni.
| Andata (1ª) | Andata (1ª) | Prima giornata           | Ritorno (4ª) | Ritorno (4ª) |
|             |             |                          |              |              |
| 22 mar.     | 0-5         | Vercellese-Veloces       | 1-9          | 1 mar.       |
| 1 feb.      | 4-1         | Junior Minerva-Valenzana | 0-2          | 22 mar.      |

| Andata (2ª) | Andata (2ª) | Seconda giornata          | Ritorno (5ª) | Ritorno (5ª) |
|             |             |                           |              |              |
| 8 feb.      | 2-0         | Veloces-Valenzana         | 0-0          | 8 mar.       |
| 29 mar.     | 0-3         | Vercellese-Junior Minerva | 0-4          | 8 mar.       |

| \| Andata (3ª) \| Andata (3ª) \| Terza giornata \| Ritorno (6ª) \| Ritorno (6ª) \| \| \| \| \| \| \| \| 15 feb. \| 1-1 \| Junior Minerva-Veloces \| 1-3 \| 15 mar. \| \| 15 feb. \| 6-3 \| Valenzana-Vercellese \| 2-0 \| 15 mar. \| |             |                        |              |              |
| Andata (3ª) | Andata (3ª) | Terza giornata         | Ritorno (6ª) | Ritorno (6ª) |
| |             |                        |              |              |
| 15 feb. | 1-1         | Junior Minerva-Veloces | 1-3          | 15 mar.      |
| 15 feb. | 6-3         | Valenzana-Vercellese   | 2-0          | 15 mar.      |

### Finali per il titolo piemontese-ligure
|                | Risultati |                | Luogo e data              |  |
| -------------- | --------- | -------------- | ------------------------- |  |
| Veloces Biella | 2-0       | Casteggio      | Biella, 7 giugno 1914     |  |
| Casteggio      | 1-1       | Veloces Biella | Casteggio, 14 giugno 1914 |  |
|                |           |                |                           |  |

### Verdetti finali
- Veloces campione piemontese-ligure e promosso in Prima Categoria 1914-1915.
- Acqui e Valenzana successivamente ammesse in Prima Categoria.

## Lombardia

### Squadre partecipanti
Le squadre partecipanti furono le seguenti:
| Club                        | Città              | Stadio                    |
| --------------------------- | ------------------ | ------------------------- |
| S.S. Aurora                 | Busto Arsizio (MI) | Campo di via XX Settembre |
| U.S. Cremonese              | Cremona            | Campo di Porta Romana     |
| Luino F.B.C.                | Luino (CO)         | Campo di Sant'Onofrio     |
| S.S. Pro Gorla S.C. Ausonia | Gorlaprecotto (MI) | Campo Pro Gorla           |
| S.G. Pro Lissone            | Lissone (MI)       | Campo della Palestra      |
| A.C. Savoia                 | Milano             | Campo del Portello        |
| C.S. Trevigliese            | Treviglio (BG)     | Campo di via Milano       |
| Varese F.B.C.               | Varese (CO)        | Campo delle Bettole       |

### Classifica finale
Fonti: bibliografia nel paragrafo in basso.
|  | Pos. | Squadra           | Pt | G  | V  | N | P  | GF | GS | DR  |
|  | ---- | ----------------- | -- | -- | -- | - | -- | -- | -- | --- |
|  | 1.   | Cremonese         | 22 | 14 | 11 | 0 | 3  | 39 | 17 | +22 |
|  | 2.   | Savoia Milano     | 18 | 14 | 7  | 4 | 3  | 24 | 17 | +7  |
|  | 3.   | Aurora            | 18 | 14 | 8  | 2 | 4  | 23 | 21 | +2  |
|  | 4.   | Ausonia Pro Gorla | 17 | 14 | 7  | 3 | 4  | 29 | 17 | +12 |
|  | 5.   | Trevigliese       | 12 | 14 | 6  | 0 | 8  | 26 | 35 | -9  |
|  | 5.   | Pro Lissone       | 12 | 14 | 5  | 2 | 7  | 22 | 19 | +3  |
|  | 7.   | Varese            | 10 | 14 | 4  | 2 | 8  | 18 | 34 | -16 |
|  | 8.   | Luino             | 3  | 14 | 0  | 3 | 11 | 5  | 29 | -24 |

Legenda:
      Promosso in Prima Categoria 1914-1915.
      Ammesso allo spareggio.
Note:
Due punti a vittoria, uno a pareggio, zero a sconfitta.
In caso di pari punti per le squadre fuori dalla zona promozione era in vigore il pari merito.
Spareggio per l'attribuzione di un titolo sportivo se a pari punti.

### Spareggio per il secondo posto
|        | Risultati |        | Luogo e data                          |
| ------ | --------- | ------ | ------------------------------------- |
| Savoia | 1-1       | Aurora | Varese, 17 maggio 1914                |
| Savoia | 3-1       | Aurora | Saronno, 24 maggio 1914 (ripetizione) |
|        |           |        |                                       |

### Calendario
Il calendario fu pubblicato da La Gazzetta dello Sport del 1º dicembre 1913. Per le fonti sui risultati vedere nota.
| Andata (1ª) | Andata (1ª) | Prima giornata                | Ritorno (8ª) | Ritorno (8ª) |
|             |             |                               |              |              |
| 7 dic.      | 5-1         | Varese-Cremonese              | 1-6          | 8 feb.       |
| 7 dic.      | 3-1         | Aurora-Pro Lissone            | 0-3          | 8 feb.       |
| 7 dic.      | 1-1         | Luino-Savoia                  | 0-2          | 8 feb.       |
| 7 dic.      | 3-2         | Ausonia Pro Gorla-Trevigliese | 6-2          | 8 feb.       |

| Andata (2ª) | Andata (2ª) | Seconda giornata         | Ritorno (9ª) | Ritorno (9ª) |
|             |             |                          |              |              |
| 14 dic.     | 1-0         | Aurora-Cremonese         | 0-2          | 12 apr.      |
| 14 dic.     | 4-3         | Trevigliese-Varese       | 3-0          | 19 apr.      |
| 14 dic.     | 5-3         | Pro Lissone-Luino        | 2-0          | 15 feb.      |
| 14 dic.     | 1-1         | Savoia-Ausonia Pro Gorla | 3-2          | 15 feb.      |

| Andata (3ª) | Andata (3ª) | Terza giornata                | Ritorno (10ª) | Ritorno (10ª) |
|             |             |                               |               |               |
| 21 dic.     | 1-4         | Luino-Cremonese               | 0-2           | 22 feb.       |
| 21 dic.     | 1-2         | Aurora-Varese                 | 3-2           | 3 mag.        |
| 19 apr.     | -           | Ausonia Pro Gorla-Pro Lissone | 2-2           | 22 feb.       |
| 19 apr.     | -           | Trevigliese-Savoia            | -             | 26 apr.       |

| Andata (4ª) | Andata (4ª) | Quarta giornata             | Ritorno (11ª) | Ritorno (11ª) |
|             |             |                             |               |               |
| 19 apr.     | 1-0         | Cremonese-Ausonia Pro Gorla | 1-0           | 3 mag.        |
| 28 dic.     | 1-1         | Varese-Luino                | 2-0           | 1 mar.        |
| 28 dic.     | 3-0         | Aurora-Trevigliese          | 6-3           | 1 mar.        |
| 28 dic.     | 0-0         | Pro Lissone-Savoia          | 0-1           | 1 mar.        |

| Andata (5ª) | Andata (5ª) | Quinta giornata          | Ritorno (12ª) | Ritorno (12ª) |
|             |             |                          |               |               |
| 4 gen.      | 0-1         | Savoia-Cremonese         | 1-10          | 8 mar.        |
| 4 gen.      | 3-0         | Ausonia Pro Gorla-Varese | 4-0           | 8 mar.        |
| 4 gen.      | 0-0         | Luino-Aurora             | 0-2           | 8 mar.        |
| 4 gen.      | 2-1         | Trevigliese-Pro Lissone  | 0-2           | 8 mar.        |

| Andata (6ª) | Andata (6ª) | Sesta giornata           | Ritorno (13ª) | Ritorno (13ª) |
|             |             |                          |               |               |
| 11 gen.     | 3-2         | Cremonese-Pro Lissone    | 1-0           | 15 mar.       |
| 11 gen.     | 0-4         | Varese-Savoia            | 1-1           | 15 mar.       |
| 26 apr.     | 2-2         | Ausonia Pro Gorla-Aurora | 1-2           | 29 mar.       |
| 11 gen.     | 0-3         | Luino-Trevigliese        | 0-2           | 15 mar.       |

| \| Andata (7ª) \| Andata (7ª) \| Settima giornata \| Ritorno (14ª) \| Ritorno (14ª) \| \| \| \| \| \| \| \| 1 feb. \| 4-3 \| Trevigliese-Cremonese \| 2-4 \| 22 mar. \| \| 1 feb. \| 3-0 \| Pro Lissone-Varese \| 0-2 \| 22 mar. \| \| 1 feb. \| 6-0 \| Savoia-Aurora \| 0-1 \| 22 mar. \| \| 1 feb. \| 1-3 \| Ausonia Pro Gorla-Luino \| 2-0 \| 22 mar. \| |             |                         |               |               |
| Andata (7ª) | Andata (7ª) | Settima giornata        | Ritorno (14ª) | Ritorno (14ª) |
| |             |                         |               |               |
| 1 feb. | 4-3         | Trevigliese-Cremonese   | 2-4           | 22 mar.       |
| 1 feb. | 3-0         | Pro Lissone-Varese      | 0-2           | 22 mar.       |
| 1 feb. | 6-0         | Savoia-Aurora           | 0-1           | 22 mar.       |
| 1 feb. | 1-3         | Ausonia Pro Gorla-Luino | 2-0           | 22 mar.       |

### Verdetti finali
- Cremonese promossa in Prima Categoria 1914-1915.
- Savoia successivamente ammessa in Prima Categoria.

## Veneto-Emilia
Il raggruppamento veneto-emiliano, gestito dal Comitato Regionale Veneto-Emiliano, era strutturato in gironi regionali le cui vincenti si affrontarono nella finale. Il torneo venne vinto dal Padova che ottenne così la promozione insieme all'Audax Modena, travolto nella finale.

## Squadre partecipanti
| Squadra                    | Città (provincia) | Stagione precedente |
| -------------------------- | ----------------- | ------------------- |
| Audax F.B.C.               | Modena            |                     |
| I.C. Marcantonio Bentegodi | Verona            |                     |
| S.C. Jucunditas            | Carpi (MO)        |                     |
| A.C. Padova                | Padova            |                     |
| Reggio F.C.                | Reggio Emilia     |                     |

### Eliminatoria veneta

#### Calendario
| Arbitro: | Gabriotti |

|                         |           |                                   |
| Norinelli 20’, 75’, 90’ | Marcatori | 10’, 35’ (rig.) Appiani 46’ Turra |

| Arbitro: | Chiovato |

|             |           |  |
| Pedrina 29’ | Marcatori |  |

#### Verdetti finali
- Il Padova è qualificato alla finale per il titolo veneto-emiliano.

### Eliminatoria emiliana

#### Classifica
|  | Pos. | Squadra      | Pt | G | V | N | P | GF | GS | DR |
|  | ---- | ------------ | -- | - | - | - | - | -- | -- | -- |
|  | 1.   | Audax Modena | 5  | 4 | 2 | 1 | 1 | 8  | 5  | +3 |
|  | 2.   | Jucunditas   | 4  | 4 | 2 | 0 | 2 | 5  | 5  | 0  |
|  | 3.   | Reggio       | 3  | 4 | 1 | 1 | 2 | 4  | 7  | -3 |

Legenda:
      Ammesso alle finali.
Note:
Due punti a vittoria, uno a pareggio, zero a sconfitta.
In caso di pari punti per le squadre fuori dalla zona promozione era in vigore il pari merito.

#### Calendario
| andata (1ª) | andata (1ª)   | Prima giornata    | ritorno (4ª) | ritorno (4ª) |
|             |               |                   |              |              |
| 8 mar.      | 1-0           | Jucunditas-Reggio | 1-2          | 29 mar.      |
| 8 mar.      | Riposa: Audax |                   |              | 29 mar.      |

| andata (2ª) | andata (2ª)    | Seconda giornata | ritorno (5ª) | ritorno (5ª) |
|             |                |                  |              |              |
| 22 mar.     | 2-1            | Jucunditas-Audax | 1-2          | 19 apr.      |
| 22 mar.     | Riposa: Reggio |                  |              | 19 apr.      |

| andata (1ª) | andata (1ª)   | Prima giornata    | ritorno (4ª) | ritorno (4ª) |
|             |               |                   |              |              |
| 8 mar.      | 1-0           | Jucunditas-Reggio | 1-2          | 29 mar.      |
| 8 mar.      | Riposa: Audax |                   |              | 29 mar.      |

| andata (2ª) | andata (2ª)    | Seconda giornata | ritorno (5ª) | ritorno (5ª) |
|             |                |                  |              |              |
| 22 mar.     | 2-1            | Jucunditas-Audax | 1-2          | 19 apr.      |
| 22 mar.     | Riposa: Reggio |                  |              | 19 apr.      |

| \| andata (3ª) \| andata (3ª) \| Terza giornata \| ritorno (6ª) \| ritorno (6ª) \| \| \| \| \| \| \| \| 5 apr. \| 1-1 \| Audax-Reggio \| 4-1 \| 26 apr. \| \| 5 apr. \| Riposa: Jucunditas \| \| \| 26 apr. \| |                    |                |              |              |
| andata (3ª) | andata (3ª)        | Terza giornata | ritorno (6ª) | ritorno (6ª) |
| |                    |                |              |              |
| 5 apr. | 1-1                | Audax-Reggio   | 4-1          | 26 apr.      |
| 5 apr. | Riposa: Jucunditas |                |              | 26 apr.      |

| andata (3ª) | andata (3ª)        | Terza giornata | ritorno (6ª) | ritorno (6ª) |
|             |                    |                |              |              |
| 5 apr.      | 1-1                | Audax-Reggio   | 4-1          | 26 apr.      |
| 5 apr.      | Riposa: Jucunditas |                |              | 26 apr.      |

### Finale
| Arbitro: | Storer (Venezia) |

|               |           |                                                         |
| Vaccari I 30’ | Marcatori | 10’ Milocco 77’ (rig.), 79’, 87’ Appiani 78’ Dalla Nora |

| Arbitro: | Storer (Venezia) |

|                                                |           |  |
| Pedrina II 12’, 35’ Turra 15’ Appiani 25’, 68’ | Marcatori |  |

### Verdetti finali
- Padova campione veneto-emiliano 1913-1914.
- Padova e Audax promosse in Prima Categoria 1914-1915.

## Lazio
Nessuna squadra promossa in Prima Categoria 1914-1915 perché il Comitato Regionale Laziale ha organizzato solo il campionato di Terza Categoria.

### Giornali
- Lettura Sportiva, settimanale del sabato, Milano, 1913 e 1914, conservato rilegato dalla Biblioteca Nazionale Braidense di Milano.
- La battaglia democratica.
- La tribuna biellese.
- La Gazzetta di Acqui.
- La Gazzetta dello Sport, i dati mancati sono consultabili sul giornale La Gazzetta dello Sport, trisettimanale fino al 1919, presso.
  - Biblioteca Civica Berio di Genova;
  - Biblioteca Nazionale Braidense di Milano;
  - Biblioteca Nazionale Centrale di Firenze;
  - Biblioteca Nazionale Centrale di Roma.
  - Emeroteca del C.O.N.I. di Roma (il materiale non è online).

### Libri
- Carlo Fontanelli, I colori del Calcio. Divise da gioco - curriculum - 173 squadre: 1898-1929, Empoli (FI), Geo Edizioni S.r.l., 2000.
- Carlo Fontanelli e Giorgio Giacomelli, Tigrotti, oltre un secolo con la Pro Patria, Empoli (FI), Geo Edizioni S.r.l., dicembre 2015,  p. 27.
- Alexandro Everet e Carlo Fontanelli, 1903-2005 - Unione Sportiva Cremonese ! oltre un secolo di storia, Empoli (FI), Geo Edizioni S.r.l., dicembre 2005,  pp. 30-32).